# خاك به تايه (بيش كوه زلاغي)
خاك به تايه (بالفارسية: خاکبتیه) هي قرية تقع في إيران في قسم بیش کوه زلاغي الریفي. يقدر عدد سكانها بـ 404 نسمة بحسب إحصاء 2016.